# Lauder (Écosse)
Pour les articles homonymes, voir Lauder.
Lauder est une ville d’Écosse dans comté de Berwick, à 31 kilomètres au sud-est d’Édimbourg, sur la Leader. 
C’est une ville ancienne, où siégea plusieurs fois le parlement écossais, et où fut pendu, par la noblesse révoltée, Cochrane, favori de Jacques III.

## Source
« Lauder (Écosse) », dans Pierre Larousse, Grand dictionnaire universel du XIXe siècle, Paris, Administration du grand dictionnaire universel, 15 vol., 1863-1890 [détail des éditions].